# Ludger Grevelhörster
Ludger Grevelhörster (* 1958 in Billerbeck) ist ein deutscher Historiker.
Grevelhörster war von 1991 bis 1997 Wissenschaftlicher Mitarbeiter am Lehrstuhl für Neuere Geschichte und Westfälische Landesgeschichte an der Gesamthochschule/Universität Paderborn. Mit der Arbeit Münster zu Anfang der  Weimarer Republik promovierte er dort 1992 zum Dr. phil. Seit 1997 ist er im Schuldienst des Landes Nordrhein-Westfalen, Grevelhörster arbeitet an der Wolfgang-Borchert-Gesamtschule (Recklinghausen), wo er die Fächer Geschichte, katholische Religionslehre und Wirtschaft unterrichtet. Grevelhörster wohnt in Münster. Seit dem 1. Februar 2025 befindet er sich im Ruhestand.

## Schriften
- Münsters Weg von der Revolution bis zur Kapitulation. Brennpunkte der städtischen Geschichte zwischen 1918 und 1945. In: Geschichte lehren und lernen – am Beispiel der Stadt Münster. Münster 1985.
- Machtergreifung und Gleichschaltung in Ahlen 1930–1934. Der Weg einer münsterländischen Industriestadt in die nationalsozialistische Diktatur. Ahlen 1987.
- Am Ende spottete Adolf Hitler. Franz Pfeffer von Salomon – ein westfälischer SA-Führer. In: Jahrbuch Westfalen. 44 (1990).
- Münster zu Anfang der Weimarer Republik. Gesellschaft, Wirtschaft und kommunalpolitisches Handeln in der westfälischen Provinzialhauptstadt 1918 bis 1924 (= Paderborner historische Forschungen. Bd. 4). Schernfeld 1993.
- Organisatorische Entwicklung und Flügelkämpfe in der Demokratischen Jugend von 1919 bis zu ihrem Auseinanderbrechen 1930. Bochum 1993.
- Region und Gesellschaft im Deutschland des 19. und 20. Jahrhundert. Vierow 1995.
- Kleine Geschichte der Weimarer Republik 1918–1933. Ein problemgeschichtlicher Überblick. Münster 2000.
- Der Erste Weltkrieg und das Ende des Kaiserreiches. Geschichte und Wirkung. Münster 2004.
- Kardinal Clemens August Graf von Galen in seiner Zeit. Münster 2005.
- Wie Deutschland entstand – und Hitler es zerstörte. Deutsche Geschichte von 1871 bis 1949 für jugendliche Leser. Köln 2017.
- Emil. Tagebücher aus der Weimarer Republik. Eine Geschichts-Graphic Novel. Köln 2018.